# My Future
A My Future (stilizálva: my future) Billie Eilish dala, amely 2020. július 30-án jelent meg a Darkroom és Interscope Records kiadókon keresztül. A dal az első kislemez Eilish második stúdióalbumáról, a Happier Than Ever-ről. Eilish mellett Finneas O’Connell is a dal szerzője, aki a producere is volt a kislemeznek. A dal egy lo-fi R&B ballada, soul és jazz elemekkel. A dalban Eilish múltjáról énekel és azon gondolkozik mi várja a jövőben és készen áll arra, hogy maga mögött hagyja múltját.
A My Future szerepelt a Billboard, a USA Today, és a Slate év végi listáin. Hatodik helyig jutott a Billboard Hot 100 listán, amellyel Eilish harmadik dala lett, ami elérte a legjobb tíz helyet a slágerlistán. Elérte a listák legjobb öt helyét Ausztráliában, Malajziában, Új-Zélandon és Szingapúrban. A dal animált videóklipjét Andrew Onorato rendezte és 2020. július 30-án jelent meg.

## Háttér
2020. január 20-án Eilish bejelentette, hogy elkezdte felvenni második stúdióalbumát és elmondta, hogy tervez kiadni egy dokumentumfilmet 2020-ban, amelyet 2018 júliusában kezdtek forgatni. 2020. július 24-én Instagramra posztolt egy képet magáról egy Los Angeles-i házból. A poszt aláírása a következő volt: "'my future' csütörtökön". Július 27-én Eilish megosztotta a dal lemezborítóját, amelyen az énekes látható egy fa tövében ülve, a Holdat nézve. Július 29-én Eilish megosztotta a dal 20 másodperces részletet Instagramon. A My Future-t a Covid19-pandémia alatt karanténban töltött ideje inspirálta és az, hogy egyedül volt. Eilish a következőt nyilatkozta Zane Lowe-nek: "Két nap alatt írtuk a dalt, ez a legtöbb, amit ilyen rövid időn belül dolgoztunk. Egy hónappal a karantén kezdete után vettük fel és írtuk meg a dalt. Esett az eső. Tökéletes beállítás volt. Aztán Finneas stúdiójában felvettük a vokált, ami lényegében a pincéje a házában." A My Future-t Eilish és Finneas O’Connell szerezte, az utóbbi volt a dal producere. A dalt John Greenham masterelte, a keverés pedig Rob Kinelski munkája volt. 2020. július 30-án jelent meg digitális letöltésként a Darkroom és Interscope Records kiadókon keresztül.

## Év végi listák
| Kiadó     | Lista megnevezése            | Pozíció | For.   |
| --------- | ---------------------------- | ------- | ------ |
| Billboard | The 100 Best Songs of 2020   | 33      | [ 13 ] |
| Dazed     | The 20 Best Tracks of 2020   | 10      | [ 14 ] |
| Stereogum | The Top 40 Pop Songs Of 2020 | 25      | [ 15 ] |
| Slate     | Top 20 Singles               | 17      | [ 16 ] |
| USA Today | The 10 Best Songs of 2020    | 1       | [ 17 ] |

## Videóklip
A My Future animált videóklipjét az ausztrál rendező, Andrew Onorato rendezte és Eilish YouTube-csatornáján jelent meg a kislemezzel egy napon. Az ausztrál Studio Chop volt a producere. A videót Alex Dray, Onorato, Annie Zhao, Cliona Noonan, Ian Ballantyne, João Monteiro, Josh Trotter, Keith Kavanagh, Maddie Brewer, Nancy Li, Sarah Schmidt, és Sean Anderson animálta. A videót stílusát tekintve animének nevezték.
A videóban Eilish látható, egy nyakláncot visel a Blohsh logóval, neonzöld hajjal. Egyedül sétál a Studio Ghibli-inspirált pszichedelikus erdőn az esőben és a jövőjén gondolkozik. A második versszak alatt előjön a nap és az erdő elkezd kivirágozni. A fák felemelik Eilish-t az ég felé, bemutatva ígéretes jövőjét.

## Közreműködő előadók
A Tidal adatai alapján.
- Billie Eilish – énekes, dalszerző
- Finneas O’Connell – producer, hangmérnök, programozás, dob programozás, basszusgitár, elektromos gitár, szintetizátor basszus, szintetizátor, Wurlitzer elektromos zongora, dalszerző
- John Greenham – master
- Rob Kinelski – keverés

## Slágerlisták

### Heti slágerlisták
| Slágerlista (2020)                          | Legmagasabb pozíció |
| ------------------------------------------- | ------------------- |
| Argentína (Argentina Hot 100)               | 88                  |
| Ausztrália (ARIA)                           | 3                   |
| Ausztria (Ö3 Austria Top 40)                | 28                  |
| Belgium (Ultratop 50 Flanders)              | 25                  |
| Belgium (Ultratop 50 Wallonia)              | 31                  |
| Kanada (Canadian Hot 100)                   | 9                   |
| Kanada CHR/Top 40 (Billboard)               | 34                  |
| Csehország (Singles Digitál Top 100)        | 19                  |
| Horvátország (HRT)                          | 52                  |
| Dánia (Tracklisten)                         | 18                  |
| Finnország (Suomen virallinen lista)        | 19                  |
| Franciaország (SNEP)                        | 94                  |
| Németország (Official German Charts)        | 47                  |
| Global 200 (Billboard)                      | 95                  |
| Magyarország (Single Top 40)                | 27                  |
| Magyarország (Stream Top 40)                | 14                  |
| Írország (IRMA)                             | 8                   |
| Olaszország (FIMI)                          | 60                  |
| Malajzia (RIM)                              | 4                   |
| Hollandia (Dutch Tipparade)                 | 16                  |
| Hollandia (Single Top 100)                  | 30                  |
| Új-Zéland (Recorded Music NZ)               | 4                   |
| Norvégia (VG-lista)                         | 12                  |
| Portugália (AFP)                            | 18                  |
| Skócia (OCC)                                | 14                  |
| Szingapúr (RIAS)                            | 4                   |
| Szlovákia (Singles Digitál Top 100)         | 15                  |
| Spanyolorszég (PROMUSICAE)                  | 78                  |
| Svájc (Schweizer Hitparade)                 | 16                  |
| Svédország (Sverigetopplistan)              | 12                  |
| Brit kislemezlista (OCC)                    | 7                   |
| US Billboard Hot 100                        | 6                   |
| US Adult Alternative Songs (Billboard)      | 24                  |
| US Adult Top 40 (Billboard)                 | 27                  |
| US Hot Rock & Alternative Songs (Billboard) | 1                   |
| US Mainstream Top 40 (Billboard)            | 25                  |
| US Rock Airplay (Billboard)                 | 25                  |
| US Rolling Stone Top 100                    | 3                   |

### Év végi slágerlisták
| Slágerlista (2020)                          | Pozíció |
| ------------------------------------------- | ------- |
| US Hot Rock & Alternative Songs (Billboard) | 12      |

## Minősítések
| Régió                 | Minősítés | Példányszám |
| --------------------- | --------- | ----------- |
| Kanada (Music Canada) | Platina   | 80,000      |

## Kiadások
| Régió              | Dátum                | Formátum                         | Kiadó                             |
| ------------------ | -------------------- | -------------------------------- | --------------------------------- |
| Világszerte        | 2020. július 30.     | - digitális letöltés - streaming | - Darkroom - Interscope           |
| Ausztrália         | 2020. július 31.     | kortárs slágerrádió              | Universal                         |
| Egyesült Királyság | 2020. július 31.     | kortárs slágerrádió              | - Darkroom - Interscope           |
| Világszerte        | 2020. szeptember 18. | 7"-es képlemez                   | - Darkroom - Interscope - Polydor |